# Carrera de obstáculos (OCR)

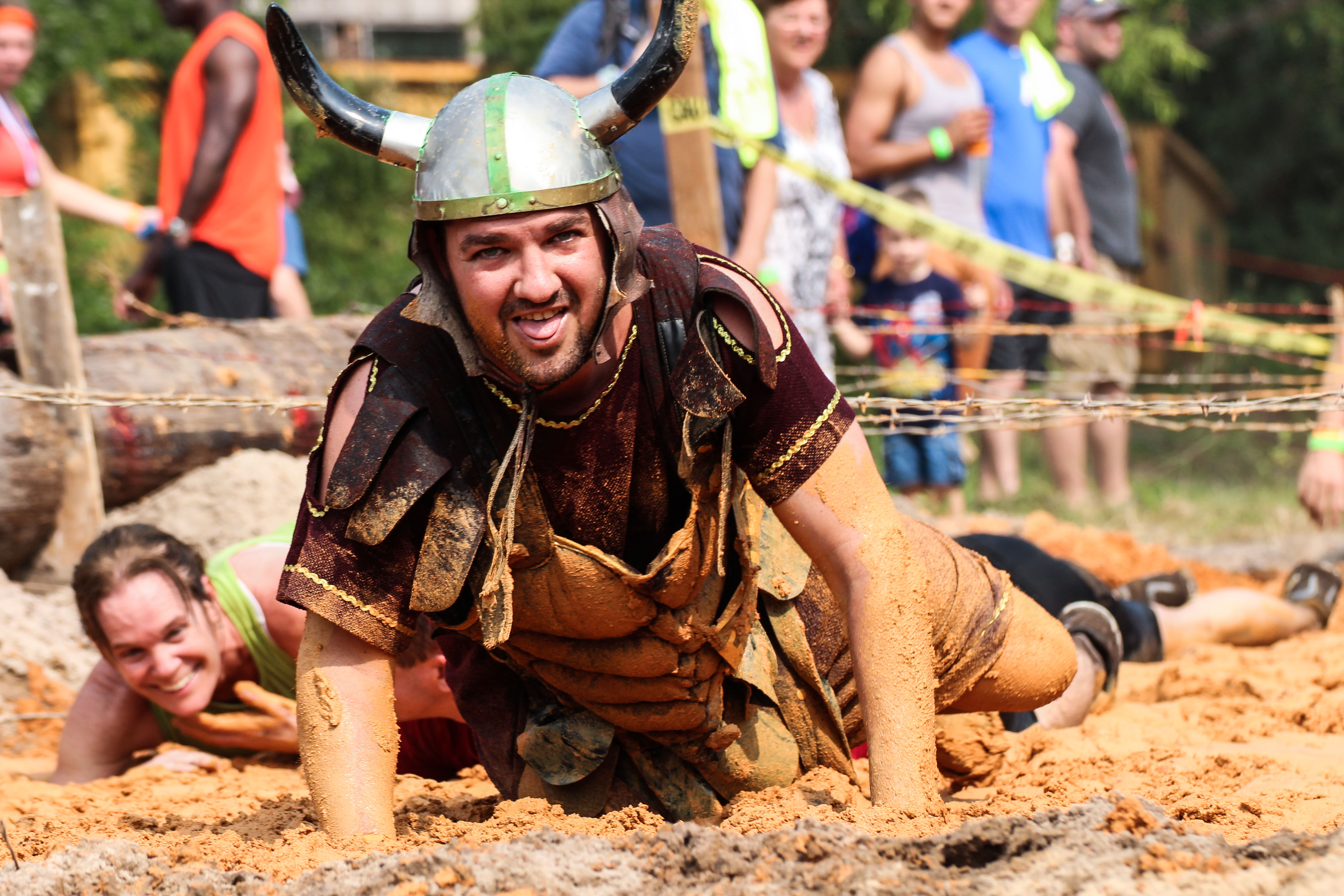
Una carrera de obstáculos.

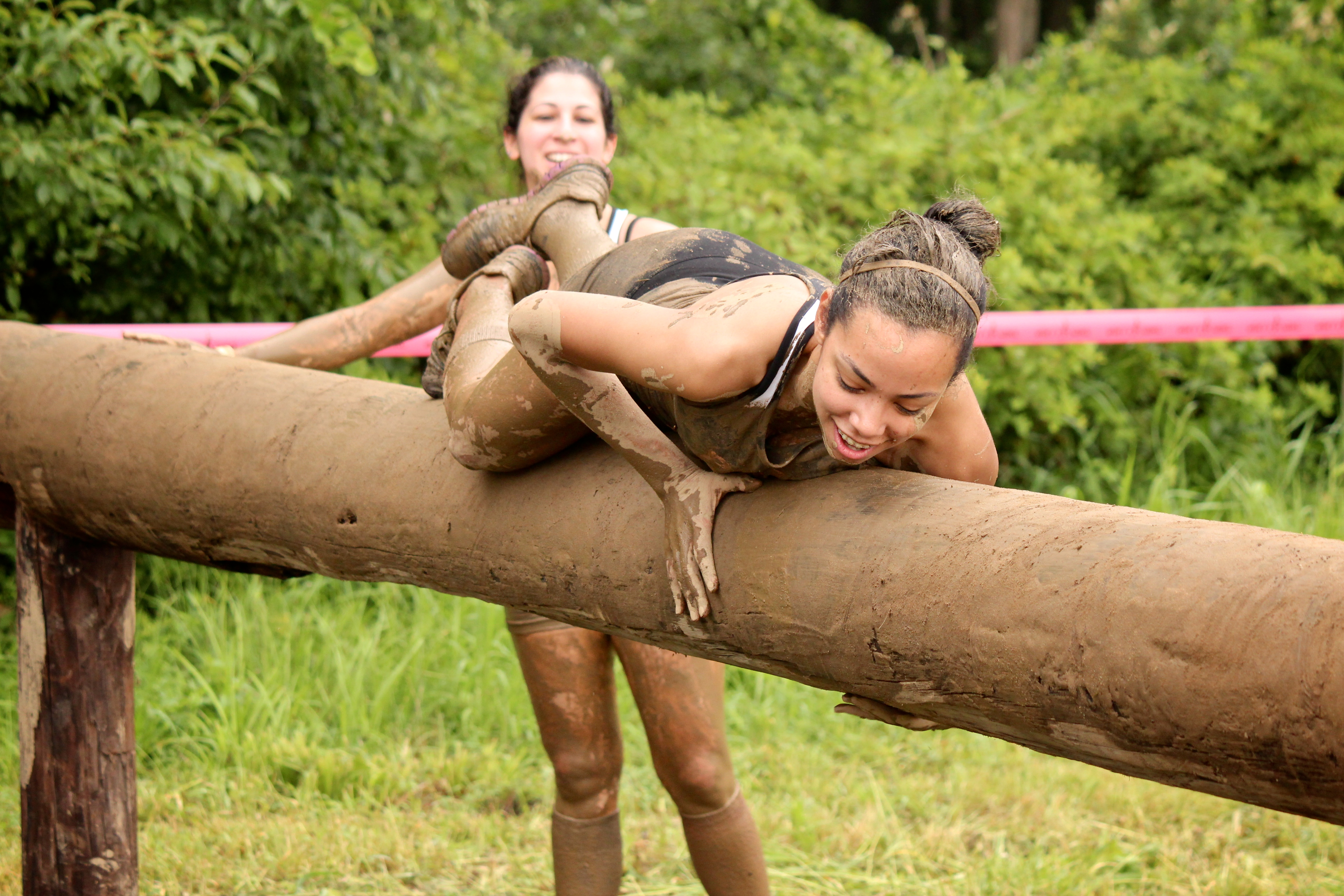
Una niña supera un obstáculo en una carrera de barro.

La carrera de obstáculos OCR (por las siglas de su nombre inglés Obstacles Courses Racing) es un deporte en el que los competidores deben superar varios desafíos físicos en forma de obstáculos. Estos pueden incluir escalar paredes, transportar objetos pesados, atravesar cuerpos de agua, gatear debajo del alambre de púas y saltar a través del fuego. Muchos obstáculos son similares a los utilizados durante el entrenamiento militar, mientras que otros son exclusivos de las carreras de obstáculos y se emplean para evaluar resistencia, fuerza, velocidad y destreza.[cita requerida]
Las carreras varían en cuanto a dificultad y distancia. En algunos eventos se combinan con carreras de trail, de pista o cross-country.

## Historia

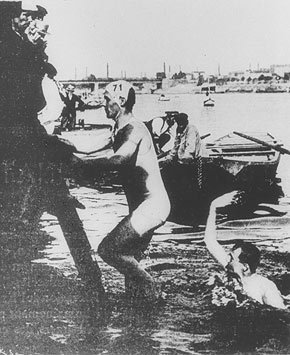
Natación con obstáculos de los Juegos Olímpicos de 1900.

### Historia antigua
Todo tipo de obstáculos fueron presentados a los atletas durante miles de años, desde el estadio, que fue un evento de los Juegos Olímpicos en la Antigua Grecia, hasta la carrera de obstáculos de la era contemporánea. El pentatlón olímpico de la antigüedad incluía cinco eventos disputados durante un día. Se cree que comenzaron con el estadio (una carrera corta a pie) seguido por el lanzamiento de jabalina, el lanzamiento de disco, el salto de longitud y finalizaba con una lucha libre. El evento se llevó a cabo por primera vez alrededor del 708 a. C. en la XVIII Olimpiada Antigua y era muy similar a la carrera espartana que incluía carreras, lanza de jabalina, salto y lucha con varios objetos y pesas. 

### Historia temprana
A partir del siglo XIX, surgió la idea de incorporar obstáculos en las competencias deportivas. En los Juegos Olímpicos de verano de 1900 en París, se realizó la primera competencia de natación con obstáculos de 200 m. Tiempo después, en agosto de 1947, en Friburgo (zona de ocupación francesa en Alemania) se llevaron a cabo las primeras carreras de obstáculos en tierra en el pentatlón militar del Centro de Entrenamiento Físico Militar. En estas solamente participaron equipos belgas, holandeses y franceses. Recién desde 1950 se llevan a cabo campeonatos mundiales y el deporte fue creciendo paulatinamente. Actualmente, 138 países participan en los Juegos Militares Mundiales. El órgano rector del deporte, el Consejo Internacional de Deportes Militares (CISM), también organiza pentatlones destinados al personal naval y de la fuerza aérea.

### Historia moderna
La carrera Tough Guy, que se practicó por primera vez en 1987, es considerada la primera carrera de obstáculos contemporánea. Creció continuamente y hoy en día atrae una gran cantidad de atletas contemporáneos y profesionales. Otra competencia, The Survival Run, también surgió a fines de la década de 1980 en los Países Bajos. En ella los competidores atraviesan el paisaje rural holandés, cruzando arroyos, canales y otros terrenos naturales. La serie HiTec Adventure Racing (1996 - 2002) fue una versión temprana de la carrera de obstáculo contemporánea que incluyó "pruebas especiales" (obstáculos hechos por el hombre con paredes, redes, etc.), ciclismo de montaña y kayak. Las carreras de Balance Bar en los Estados Unidos se expandieron sobre el éxito de la serie Hi Tech, incluyendo una serie y campeonatos nacionales televisados. Las carreras de Muddy Buddy en los Estados Unidos (resultados aquí ) fueron una serie nacional de carrera de obstáculos producida por Competitor Group desde 1999 a 2013 y fue la primera serie importante en introducir elementos de barro y eliminar equipos adicionales. Muddy Buddy fue el formato del evento que determinó la transición de las carreras de aventura a las carreras de obstáculos como lo conocemos hoy. 

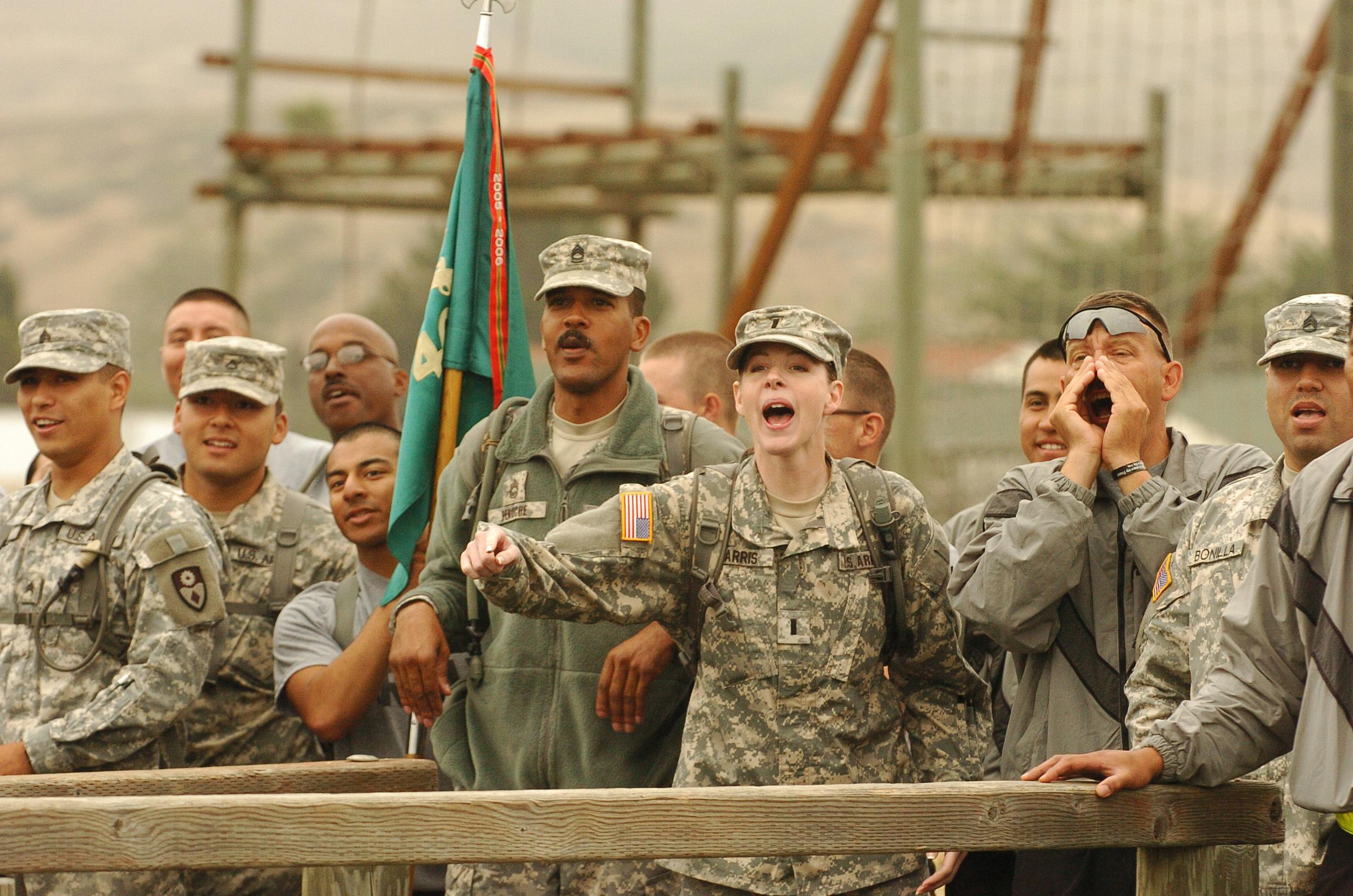
Carrera de obstáculos militares.

### Carreras contemporáneas
En 2011, aproximadamente un millón de personas se registraron para participar en eventos de carreras de obstáculos en los Estados Unidos. En el 2015 los participantes aumentaron a 4.5 millones. El deporte continuo creciendo, llegando a 5.6 millones en 2016 y más de 6 millones de participantes en 2017. A nivel mundial, se cree que el número aproximado de participantes es de 20 millones. 
Existe una gran variedades de carreras adaptadas a diferentes tipos de atletas. Las carreras de ninjas como el Wolfpack Ninja Tour suelen ser de una longitud de 50 m o 100 m, teniendo  muchos obstáculos y poca carrera. Las carreras de pista de OCR generalmente se llevan a cabo en pistas de atletismo y varían entre los 400 y 5,000 m. Los cursos de cross country tiene un largo de dos kilómetros en adelante, con la mayoría de las carreras entre 5 y 10 kilómetros. 
Las carreras de resistencia más largas pueden ser de hasta 100 kilómetros. Entre estas, las más importantes son la Spartan Beast, Ultra Beast y Agoge. Los eventos de tiempo fijo incluyen las carreras más largas del mundo, de más de 24 horas. Estos son los campeonatos Spartan Ultra World y Agoge, que puede tener una duración de hasta 36 horas. 
Por último, las carreras con obstáculos inflables son cada vez más populares, incluida la carrera británica GUNG-HO.

### Desarrollo del deporte.
En 2014, Joe Desena, el fundador de la Spartan Race (una de las más conocidas del deporte), propuso que las carreras con obstáculos se convirtieran en un deporte olímpico. Posteriormente, fundó la Federación Deportiva Internacional, ahora conocida como World OCR,  y la Federación Internacional de Deportes de Obstáculos (FISO), con sede en Lausana, Suiza. La World OCR es una organización deportiva sin fines de lucro que actúa internacionalmente como único órgano rector  de Obstacle Course Racing. A partir de 2018, World OCR tenía como miembros federaciones nacionales de 75 países y cinco confederaciones continentales (África, América, Asia, Europa y Oceanía). La mayor parte de sus miembros se encuentran en Europa. World OCR solicitó la membresía de GAISF en 2017, con el objetivo de que las carreras de obstáculos y las disciplinas relacionadas fueran reconocidas por el Comité Olímpico Internacional . 
La World OCR no tiene organizaciones miembro. Como federación deportiva sin fines de lucro, los únicos miembros de la World OCR son las federaciones nacionales. Estas son organismos que gobiernan el deporte a nivel nacional y están compuestos solamente por atletas. Las marcas y las corporaciones con fines de lucro no son miembros de federaciones deportivas, pero pueden ser reconocidas o alineadas a estas bajo ciertas circunstancias. 
En el verano de 2017 fue rechazada una solicitud de UIPM (Pentatlón moderno) para agregar una carrera láser de obstáculos como un evento de medalla de equipo mixto en los Juegos Olímpicos de 2020. 
Los eventos de medalla completa para OCR fueron aprobados por primera vez en un juego internacional multi deportivo en diciembre de 2018, cuando fueron incluidos en los Juegos de Asia sudoriental 2019. Se aprobaron eventos de medallas para carreras con una distancia de 100 m, 400 m y 5 km respectivamente. Los Juegos SEA están bajo la regulación de la Federación de Juegos del Sudeste Asiático (SEAGF) junto con la supervisión del Comité Olímpico Internacional (COI) y el Consejo Olímpico de Asia (OCA). 

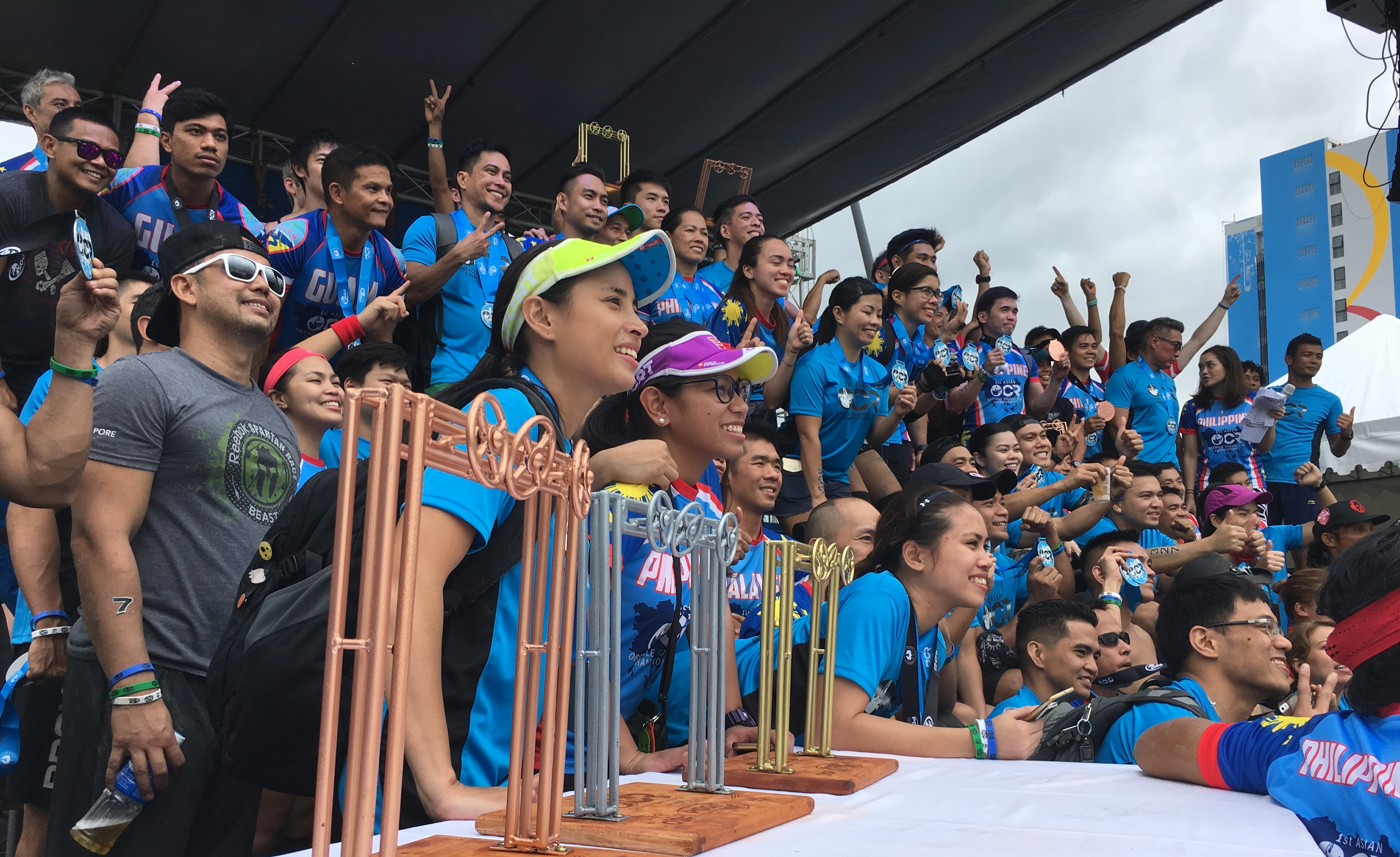
Podio del Campeonato Asiático OCR

### Desarrollo de atletas
En los últimos años, las carreras de obstáculos se incorporaron a la escena universitaria de los Estados Unidos. Universidades, como la Universidad de Texas A&M, lanzaron organizaciones y equipos de clubes que cuentan con cursos de obstáculos.
El primer Campeonato Mundial Juvenil OCR se desarrolló en noviembre de 2018 en Manila, Filipinas. Esta carrera está inspirada en el Campeonato Mundial de Escuelas que organiza la Federación Internacional de Deportes Escolares. 
El primer Campeonato Mundial Universitario de OCR se llevó a cabo en noviembre de 2018 junto con el Campeonato Mundial Juvenil de OCR y fue diseñado para cumplir con los requisitos de la Federación Internacional de Deportes Universitarios . 

## Eventos notables

### Muddy Buddy (1999-2010)[17]
Esta carrera fue la primera serie nacional de obstáculos en los Estados Unidos. A diferencia de las carreras posteriores, ésta incluía un tramo de bicicleta, por lo que era un OCR de "montar y correr". Este evento fue producido por Competitor Group y patrocinada por Columbia en años posteriores. Esta carrera se dejó de realizar debido a la presión de Tough Mudder y Warrior Dash, que tenían formatos de carreras de obstáculos más simples. 

### Rugged Maniac

Rugged Maniac 2015. Cuatro hombres ofrecen una mano amiga por el Muro deformado en Rugged Maniac.

Esta carrera fue fundada por los ex abogados Brad Scudder y Rob Dickens en 2010. Se desarrolló por primera vez en octubre de 2010, en Southwick, Massachusetts. Desde entonces se ha expandido a 24 ciudades en los Estados Unidos y Canadá.
En 2014, Scudder y Dickens aparecieron en Shark Tank  y obtuvieron un contrato de $ 1.75 millones con Mark Cuban, el empresario multimillonario y propietario de los Dallas Mavericks. Desde su primera aparición en el programa, el evento Rugged Maniac se expandió a Canadá y aumentó sus ventas de $ 4.2 millones a $ 10.5 millones antes y después de Shark Tank. Luego se expandió a 28 ciudades más y se creó una segunda carrera llamada "The Costume Dash 5K", que debutó en Boston en octubre de 2015.
Rugged Maniac presenta 25 obstáculos en un recorrido de 5 kilómetros. Está diseñado para ser más adecuado a las familias y para personas de todos los niveles de condición física, debido a la distancia corta y una gran cantidad de obstáculos. La carrera termina junto con un festival de cerveza, comida, monta de toros mecánicos durante el día, casas de salto para adultos y puestos de exhibición patrocinadores.

### Spartan Race
Spartan Race fue creada en el 2010, como consecuencia de la Carrera de la Muerte anual iniciada en 2005. Tiene recorridos que varían en distancia y dificultad, desde "Sprint" (más de 3 millas con más de 20 obstáculos), hasta "Super "(8+ millas con más de 20 obstáculos) y curso" Bestia "(13+ millas con más de 30-35 obstáculos). Para los entusiastas de la resistencia, esta carrera también ofrece la "Bestia Ultra", que implica correr 2 veces a través del curso "Bestia" (luego cambia a "Ultra" durante 30 millas) y "Calor de Huracán", que incluyen tareas que configuran la carrera de obstáculos la noche anterior. El tiempo de finalización promedio para los eventos varía desde  30 minutos a 6 horas, dependiendo del formato de la carrera y el nivel de condición física del corredor. Los lugares de carreras se encuentran en todo el mundo y han incluido pistas de esquí, parques estatales, parques de paint ball y más. Se dice que cualquier competidor que complete las carreras  Sprint, Super y Bestia en un año logra la Trifecta Espartana. En los EE. UU., el Campeonato Mundial Spartan Race se celebró en Killington, Vermont entre el 2012 y el 2015, cuando se trasladó a Squaw Valley, cerca del lago Tahoe. En el 2016 los  premios que recibieron los ganadores fueron:
- Campeones generales (hombres y mujeres) 1.er lugar $15,000, 2.º lugar $10,000, 3.er lugar $5,000, 4.º lugar $4,000, 5.º lugar $3,000.
- Campeonato Elite Beast (Hombres y Mujeres - 40+) 1.er lugar $500, 2.º lugar $200, 3.er lugar $100.
- Elite Ultra Beast Championship (Hombres y Mujeres) 1.er lugar $ 1,000; 2.º lugar $ 500; 3.er lugar $ 250; 4.º lugar $ 100; 5.º lugar $ 100.[28]

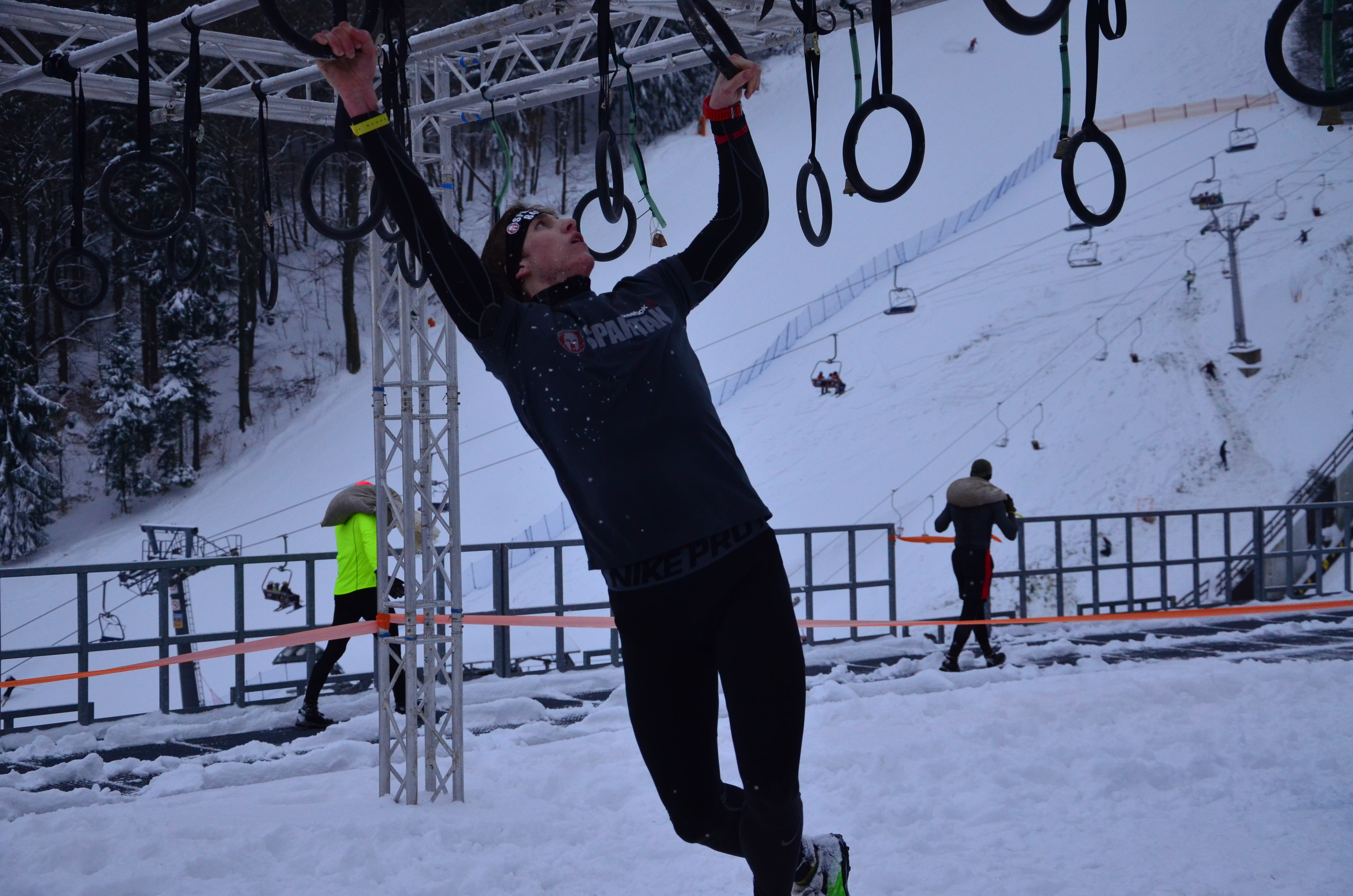
Spartan Race en invierno.

El primer Campeonato Mundial de Spartan Race se celebró en diciembre de 2011 en Glen Rose, Texas. Fue un recorrido de ocho millas con 36 obstáculos y el ganador recibió un premio de US $20,000. Desde 2012, los Campeonatos del Mundo Spartan Race se celebran anualmente en Killington, Vermont y en Squaw Valley, CA, y desde 2015 cuentan con un total de US$500,000 en efectivo y premios.
La Spartan Race se ha realizado en más de 30 países. Según los organizadores del evento, los obstáculos varían de una carrera a otra, que pueden incluir escalar debajo de un alambre de púas, escalada de paredes, arrastrarse por el lodo, lanza de jabalina, escalar una cuerda, transportar objetos pesados, pasar paredes resbaladizas, salto en zig-zag, escaladas empinadas de barro, volteretas de neumáticos y columpios de cuerda.
El 17 de noviembre de 2018 se organizó el primer Campeonato de Spartan Race Mundial de Niños, donde participaron niños y niñas de entre 10 y 13 años de todo el mundo.

### Tough Mudder

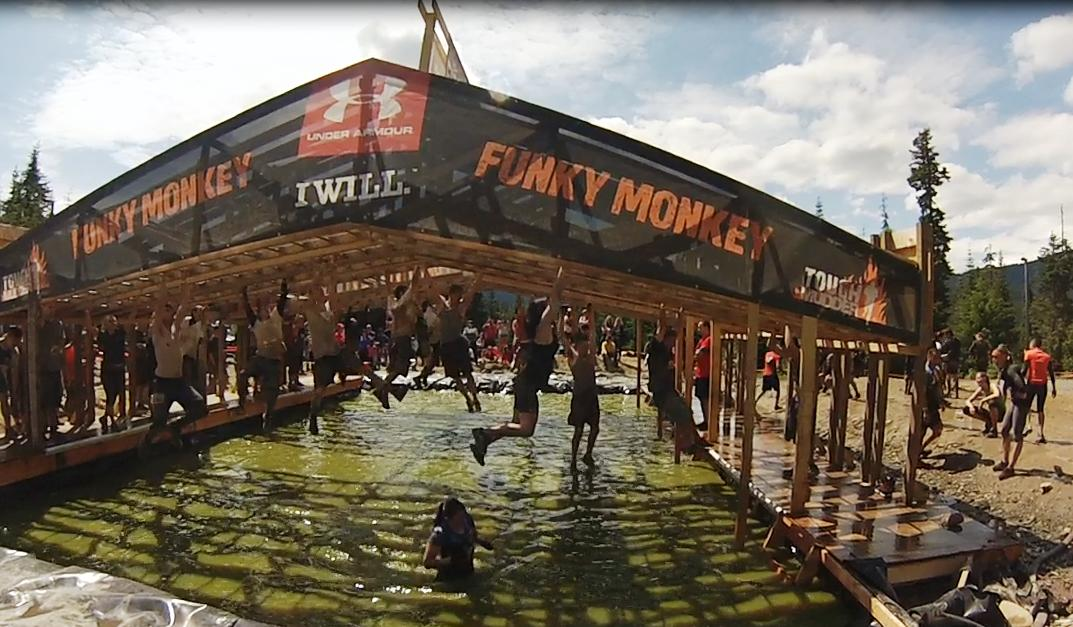
Mudder Tough Funky Monkey.

En mayo de 2010 se llevó a cabo el primer evento de Tough Mudder, que técnicamente no es una carrera ya que mayormente se centra en el trabajo en equipo y  la finalización del evento en lugar de terminar en un tiempo determinado.
La carrera varía entre 10 y 12 millas y contiene varios obstáculos de estilo militar.
El evento final de la temporada de Tough Mudder es el más difícil del mundo. Se trata de una competencia de 24 horas en el que los competidores ejecutarán un curso Tough Mudder más corto que tiene obstáculos mucho más intensos que un Tough Mudder normal y está diseñado para ser más agotador también. El objetivo para un participante en este evento es completar tantas vueltas como sea posible en un período de 24 horas. Los atletas (tanto masculino como femenino, siempre trabajando en equipo) que completan la mayor cantidad de vueltas son declarados ganadores y reciben cada uno US$10,000 y el equipo superior recibe US$12,000 (total). 

### Warrior Dash
Esta carrera fue creada en 2009 y, debido a que no asigna penalidades por obstáculos omitidos, a menudo es considerada una carrera normal en lugar de una carrera de obstáculos. Si bien no cumple con todos los requisitos para ser considerada una carrera, los organizadores otorgan a sus mejores finalistas premios que no son en efectivo, y todos los participantes reciben un "casco de guerrero" al finalizar la carrera.
Al ser un evento corto, el ganador de Warrior Dash pueden tener un tiempo de solo 15 minutos. Mientras que presenta muchos de los mismos obstáculos encuentran en otras razas, tales como el rastreo de lodo, las características del agua y las subidas a la red de carga.  
Cuando el 31 de julio de 2019 se anunció que Red Frog Promotions cerraría sus operaciones, Spartan Race compró algunos de sus activos. En lugar de reembolsar el costo de las entradas a los eventos suspendidos, acordó proporcionar una entrada de reemplazo. 

### Carreras de terreno
Hay 40 de estas carreras en los Estados Unidos. Se desarrollan cada año en cursos de 5 km con más de 20 obstáculos.

### Chakravyuh Challenge
Fundada en el año 2016 y llamada así en honor a la formación de batalla casi invencible de la mitología hinduista (Chakravyuha),  esta fue la primera carrera de obstáculos que se celebró en el estado de Kerala, India. La competencia pone a prueba la agilidad, valentía y la capacidad de resolución de conflictos de los participantes al enfrentarlos con obstáculos que involucran aguanieve, agua, cuerdas, pendientes inclinadas, ejercicios de trabajo en equipo, laberintos divertidos y más. 
La carrera está abierta tanto para hombres como para mujeres y está compuesta por tres categorías: categoría competitiva-individual, desafío de equipo y carrera divertida. Con premios en efectivo por separado otorgados a los ganadores masculinos y femeninos de las dos primeras categorías, la carrera de obstáculos es parte de un festival de aventuras de tres días, que se celebra anualmente y el circuito en sí está diseñado cada año por antiguos comandos de la Armada india.

### Campeonatos del mundo de aventura OCR
El autodenominado Campeonato Mundial de OCR es un evento cuya propiedad y operación pertenece a Adventurey, una empresa de marketing y marca de Brooklyn, NY. La primera carrera tuvo lugar los días 25 y 26 de octubre de 2014 en Cincinnati, Ohio, y la categoría masculino fue ganado por el británico Jonathan Albon, quien defendió con éxito su corona en 2015 y 2016. y cada año consecutivo durante la actual temporada 2019. En la categoría femenina, el evento inaugural fue ganado por Siri Englund de Suecia en 2014 y luego por Lindsay Webster de Canadá en 2015 y 2016. Con la participación del deporte en crecimiento, la organización agregó 3 km y un evento de equipo en 2016.

### BattleFrog
La carrera consistía en un circuito de 8 km de recorrido y al menos veinticinco obstáculos.
En agosto de 2016 se cancelaron los  eventos restantes de la temporada y ya no ofrece carreras de obstáculos.

### Bornero
Esta corra presenta 50 obstadlos de estilo Nay SEAL en recorridos que van desde 20 a 90 millas y también ofrece un recorrió de vuelta Endúrense y una opción de Tridentino Series de tres carretas.

### GORUCK
Esta carrera ofrece una variedad de dificultades, sin embargo es mayormente considerada un entrenamiento militar de trabajo en equipo.

## Eventos notables en Europa

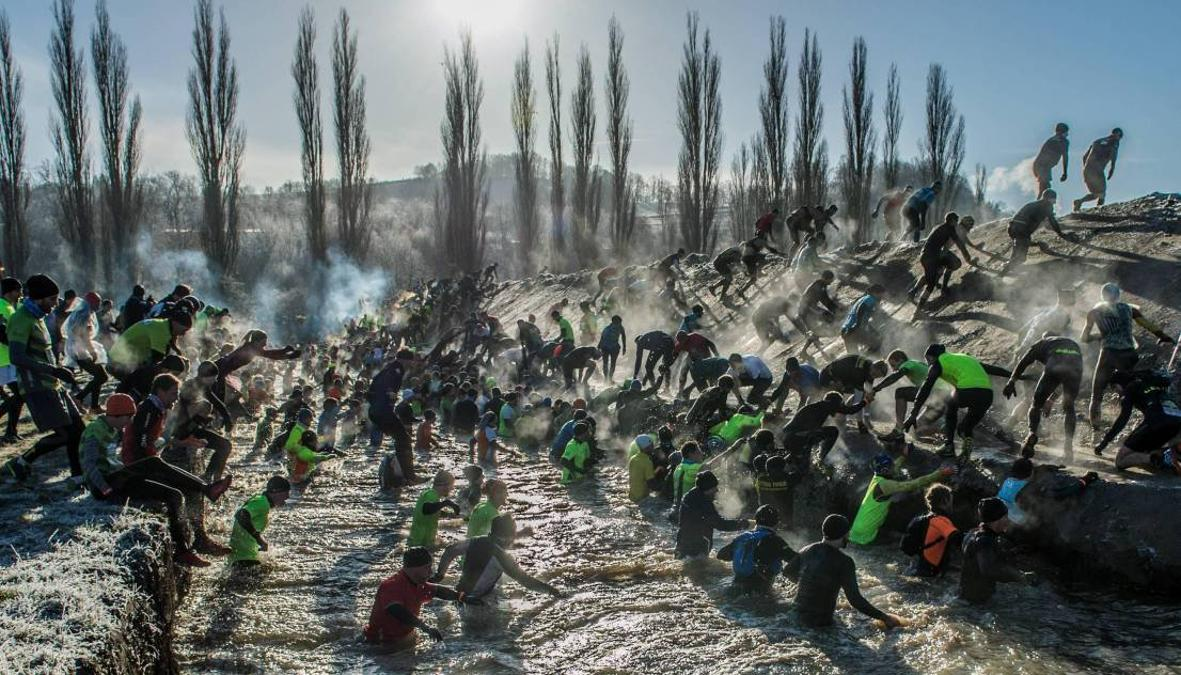
Watermoat helado en Getting Tough - The Race.

En Europa las carreras OCR son un deporte muy común, querido y con alta participación. Es por ello que existe una liga europea de carreras OCR gestionado por la federación europea de OCR (OCR Europe).

### Rough Runner
Lanzada en el Reino Unido en el año 2015 como una reacción a la multitud de eventos de obstáculos difíciles y de estilo militar, esta carrera presentó un evento con múltiples opciones de distancia para satisfacer una gama más amplia de niveles de condición física con 5 km, 10 km y 15 km de curso para elegir. Para reforzar el mensaje de accesibilidad, los obstáculos de Rough Runner están inspirados en programas de televisión divertidos pero desafiantes como Gladiators, Total Wipeout y Ninja Warrior, en cada evento con The Travelator como el obstáculo en la línea de meta.

### Carreras Nuclear
Operando desde su sitio permanente en Brentwood Essex, este tipo de carreras se están convirtiendo rápidamente en uno de los eventos más populares del Reino Unido. Se celebran eventos en abril, septiembre y noviembre. La "Death Slide" y las barras de mono permanentes más largas del mundo están entre las más desafiantes. Estas carreras actuaron como anfitriones del OCRWC (Campeonato mundial de carreras de obstáculos) de 2018.

### Tough Guy
Organizada por primera vez en 1987, se afirma que fue la primera carrera de obstáculos oficial y más dura del mundo. Se celebra el último domingo de enero en Perton, Staffordshire, Reino Unido y a su vez se realiza dos veces al año en invierno y verano. El evento de invierno requiere que los competidores se sometan a temperaturas cercanas al punto de congelación y que atraviesen sobre obstáculos de nieve y hielo. El evento de 2013 fue ganado por Knut Höhler.

### Strong Viking
Esta carrera es una serie de eventos con sede en Holanda, con 32 carreras en Holanda, Bélgica, Dinamarca y Alemania.

### Toughest
Es una serie de carreras con sede en Suecia y con 15 eventos en toda Escandinavia.

### Bog Commander
Este evento combina la carrera de caída con la carrera de obstáculos y con la de barro. Aclamada como posiblemente el evento todo-terreno más difícil del Reino Unido, está ubicado en una granja en una colina en el espectacular Peak District y sus participantes la han descrito como "extremo" y "brutal". El terreno varía entre 1200 pies a 1500 pies e incluye pantanos naturales, ríos, colinas masivas y terreno accidentado. El hombre hizo que los obstáculos completaran el desafío. [cita requerida]

### Legion Run
Fundada en Chipre en 2013, es la única pista de obstáculos con sede en el sureste de Europa. Con el lema "Somos Legión, somos uno de muchos, somos tú", este evento no competitivo enfatiza el trabajo en equipo y la superación de desafíos personales. Esta competencia ha celebrado eventos exitosos en Chipre, Bulgaria, Grecia, Hungría, Polonia, Rumania, Ucrania, Lituania, Israel, Eslovaquia y se ha establecido rápidamente como favorito en la región, particularmente entre los miembros de las comunidades de CrossFit y deportes de combate, como así también corporaciones, fuerzas armadas y otros equipos organizados. 
Este evento implica un recorrido de 5 km con al menos 15 obstáculos, junto con un festival paralelo de todo el día para los participantes y espectadores. Cada participante que cruza la línea de meta recibe una camiseta exclusiva 'I Am Legion' y una cerveza bien merecida. De acuerdo con el espíritu de equipo del evento, no hay premios o distinciones individuales.

### The Suffering Obstacle Race
Creada en el año 2012, este evento ofrecía carreras de obstáculos de distancias que varían entre 5K, 10K, 10 millas y 20 millas. La carrera dejó de funcionar en 2017 dejando a muchos participantes sin reembolso

### Getting Tough- The Race
Desde 2011, esta carrera tiene lugar en Rudolstadt, Alemania. Etiquetada como "la carrera de obstáculos más dura de Europa" y votada como "la mejor carrera de obstáculos en Alemania", forma parte de un evento de fin de semana completo, que incluye un "Sprint at Night" el viernes y una gran fiesta After Race el sábado. Su recorrido contiene 24 km, 1000 metros de desnivel, 180 obstáculos y mucha agua helada donde la mayoría de los corredores sufre hipotermia desde la línea de meta. Especialmente los últimos 3 km la carrera está llenos de obstáculos y coronados por el 'Walk of Fame', un 1 km de largo Parque de obstáculos.

## Eventos notables en América del Sur

### Desafío Vikingo
Desafío Vikingo se realiza en Chile, 3 veces al año, congregando a los fanáticos de esta disciplina que la buscan por lo novedoso de sus obstáculos y lo exigente de sus circuitos. Tiene categorías Elite, Age Group, Familiar e inclusiva, con un circuito de 8K y 25 o 30 obstáculos. Es la primera OCR en Chile que incluye una categoría inclusiva, para deportistas en situación de discapacidad. 
Inspirada en la cultura nórdica, se caracteriza porque sus participantes preparan, con días de anticipación, su look vikingo. Trenzas, peinados y maquillaje rodean el evento, que junto con una aldea vikinga dan un sello particular a Desafío Vikingo. Todo dentro de un ambiente que incorpora a la familia de los participantes. Es una carrera reconocida por el MInisterio del Deporte de Chile y clasificatoria para OCR Latam, que da pasajes al mundial.

### Iron Runner
Esta competencia de obstáculos es la competencia más antigua realizada en Sudamérica, la primera vez que se corrió fue el 10 de junio del 2012 en la ciudad de Guayaquil, Ecuador. Se sigue manteniendo vigente convirtiéndose en la carrera más popular del país.

### Nitro Race
Carreras de obstáculos que se realizan en Ecuador, se realizó por primera vez el 1 de junio del 2019 en la reserva ecológica y cráter Pululahua. Además cuenta con un centro de entrenamiento OCR en la ciudad de Quito. Carrera clasificatoria para el mundial OCR-WC.

### Carrera de obstáculo ROC
Se realiza dos veces al año en la provincia de Buenos Aires, Argentina. Con una participación de más de 2000 corredores, es considerada la carrera de obstáculos más grande de Sudamérica. El recorrido consta de 8K con 35 obstáculos, y está dividida en dos categorías: elite y libre. En la primera, los participantes están obligados a superar todos los obstáculos, si fallan quedan directamente descalificados. En la segunda categoría, en cambio, los participantes tienen 3 posibilidades para superar los obstáculos. Si fallan deben realizar entre 15 y 25 burpees para pagar la penalidad pero pueden  continuar la carrera. Es la única carrera que ofrece premios en efectivo a los primeros tres finalistas, que van desde $3.000 a $7.000 pesos argentinos.  
Desde su primera edición en el año 2018, la ROC es una carrera oficial de clasificación para el Campeonato Mundial de OCR. Los primeros 10 finalistas de cualquier categoría quedan automáticamente clasificados. 

### Carrera Sucia
Realizada en el año 2012 en Buenos Aires, Argentina, fue la segunda carrera de OCR realizada en Sudamérica. Con 5K y 20 obstáculos es una carrera divertida llena de barro para corredores de todas las edades, incluyendo una categoría de salida elite y de niños.

### Olimpo Race
Realizada en Alta Gracia provincia de Córdoba, Argentina. Tiene 1 edición EN 2019 con una convocatoria aproximada de 300 atletas y un Desafío Olimpo en 2019 también a modo sprint con 40 obstáculos y 2 km de distancia en el circuito de entrenamiento DM OCR, ubicado también en Alta Gracia. En ambas edifciones el Team DM obtuvo muy buenas críticas y se posiciona como una de las mejores carreras en la provincia y Argentina.

### Brutal Race
Hoy en día la carrera más importante de Argentina con más de 5 ediciones en la provincia de Córdoba (Corral de Bustos y San Antonio de Arredondo, próximamente Tanti), obstáculos y organización a nivel mundialista y elegida en una encuesta realizada por Mundo OCR a fines del 2019 como la mejor y más exigente carrera de Argentina dejando en segundo lugar a la reconocida ROC.

### The Jungle Race
The Jungle Race** es una serie de carreras de obstáculos que se ha consolidado como una de las principales en México. Inspirada en eventos internacionales, esta competencia ofrece desafíos que combinan fuerza, resistencia, agilidad y técnica, todo en entornos naturales y terrenos variados.
Características principales
- Obstáculos exigentes**: Los participantes enfrentan obstáculos diseñados para probar habilidades físicas y mentales, incluyendo desafíos de fuerza central, agarre y equilibrio.
- Categorías para todos los niveles**:
```
 - *Élite*: Para atletas avanzados que compiten por premios en efectivo.
 - *Competitivo*: Dirigido a corredores intermedios que buscan mejorar sus tiempos y rendimiento.
 - *Recreativo*: Enfocado en la experiencia y diversión, ideal para principiantes.
```

- **Sistema de pulseras**: Cada corredor inicia con tres pulseras, perdiendo una por cada obstáculo no superado. Es posible recuperarlas mediante vueltas en un "loop de penalización", incentivando la superación personal y la estrategia durante la carrera.
- **Eventos destacados**: Se han realizado ediciones en lugares emblemáticos como el Ajusco (CDMX), Cuernavaca y Tequesquitengo, ofreciendo recorridos que van desde los 5 km con 25 obstáculos hasta desafíos más largos y técnicos.
- **Inclusión y comunidad**: Además de las categorías tradicionales, The Jungle Race organiza eventos como la *Dogstacle Race*, permitiendo la participación de corredores con sus mascotas, fomentando la inclusión y el espíritu comunitario.
Esta competencia no solo promueve el deporte y la actividad física, sino que también ha contribuido al crecimiento del OCR en México, ofreciendo una plataforma para atletas locales y posicionando al país en el mapa internacional de las carreras de obstáculos.
---
Para más información y detalles sobre próximos eventos, se puede visitar el sitio oficial de The Jungle Race: (https://www.thejungle.mx/)